# Débitage du bois

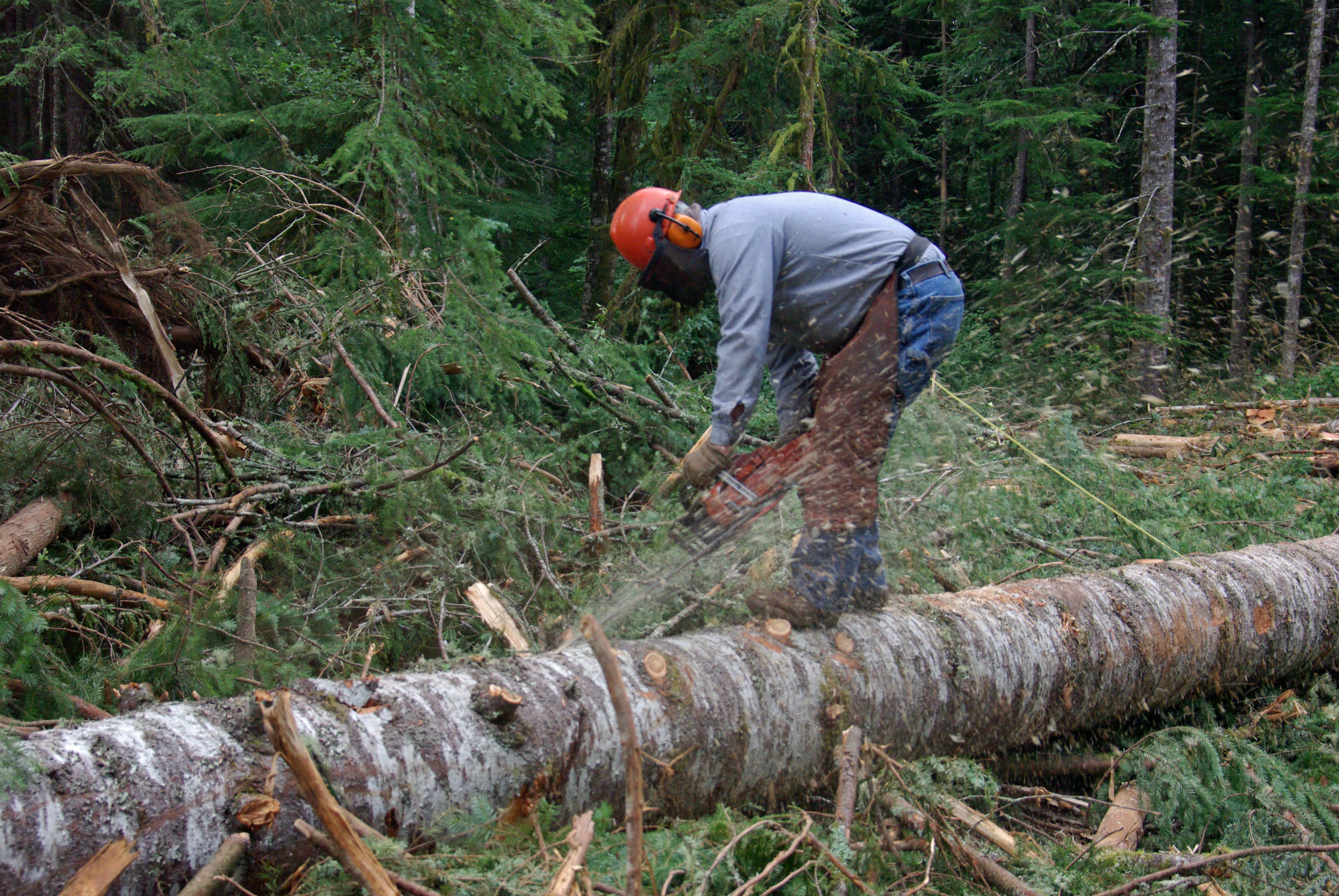
Bucheron en train de débiter du bois

Le débitage du bois, ou le débit, désigne l'opération de découpe des grumes en morceaux plus petis, propres au façonnage. Cette opération consiste généralement en un sciage dans le sens longitudinal.
Le débitage peut aussi consister à produire des tronçons de bois pour la fabrication de meubles ou l'obtention de bois de chauffage.

## Sciage
Le débit est une façon d'orienter la pièce de bois avant de la découper pour obtenir un aspect ou une caractéristique particulière.

## Fendage
Après l'abattage des arbres, le bois est débité en rondins d'un mètre de long environ par le bûcheron. Ces rondins livrés au client sont fendus avant stockage pour plusieurs raisons :
- les rondins fendus occupent un volume moins important une fois rangés en stères ;
- les rondins fendus sont plus petits et leur cœur n'est plus protégé par l'écorce, donc sèchent mieux et brûlent donc mieux.

Le bois doit sécher au moins une année. Le premier hiver permet à l'eau de pluie de chasser la sève du bois. L'été suivant sèche cette eau de pluie. Pour un traitement plus contrôlé un passage dans des micro-ondes géants est effectué.

### Technique et outillage
Outillage :
- des coins de fer ou d'acier de tailles différentes, pour faciliter l'éclatement des rondins en deux, notamment lorsque le bois présente des nœuds ; il en existe actuellement en matériaux composites ;
- une cognée pour les enfoncer dans le bois, ou un merlin qui possède un côté enclume, et un côté pointu. La pointe permet d'élargir la fente ouverte par un coin. Certains bûcherons procèdent uniquement au merlin, très efficace sur des bois au fil droit, mais cette façon de faire demande plus de force physique. Le manche de cet outil est souvent en bois, mais des modèles récents utilisent des matériaux composites. Le tout est d'avoir un manche suffisamment solide pour résister aux chocs, notamment lorsque c'est le bois et non le fer de l'outil qui heurte le coin, et le plus souple possible afin d'amplifier la force du coup.

### Fendeuses

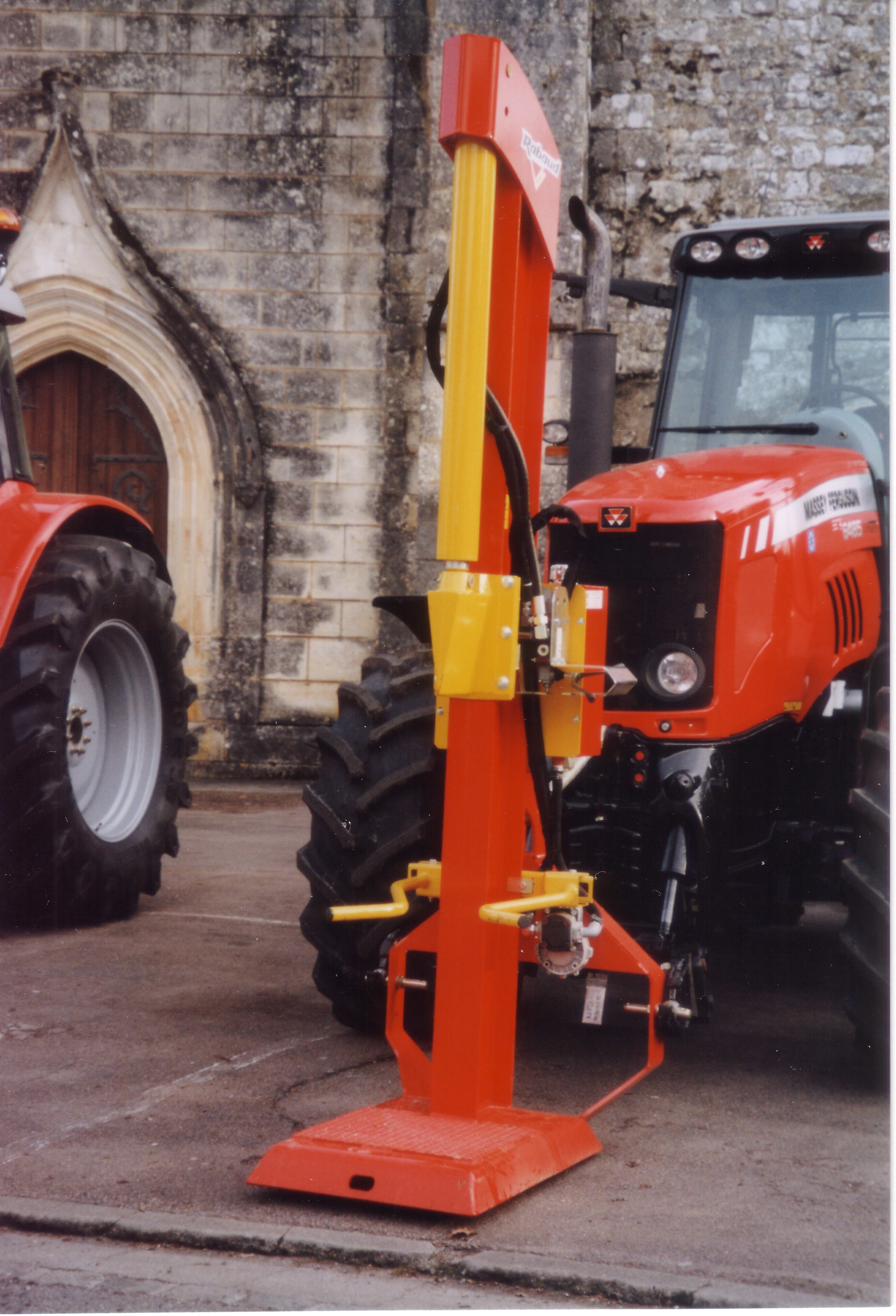
Fendeuse hydraulique sur une foire de village

Il existe des machines appelées fendeuses, fixes ou mobiles, permettant de faciliter la fente de rondins. Un vérin hydraulique prolongé par une lame fend le bois, placé verticalement ou horizontalement, qui est coincé entre la lame et un support en métal. Les fendeuses verticales sont de conception plus simples (souvent moins chères) mais deviennent compliquées, voire dangereuses, à l'utilisation lorsque la taille des rondins à fendre devient trop importante. Les fendeuses horizontales, quant à elles, nécessitent un effort supplémentaire pour déposer les rondins à traiter mais permettent un travail sur des pièces de grande taille. C'est une technique très rapide et beaucoup moins fatigante que le fendage manuel, et est facilement rendue rentable au vu du temps gagné.